# 库尔斯多夫
库尔斯多夫是德国图林根州的一个市镇。总面积13.95平方公里，总人口663人，其中男性326人，女性337人（2011年12月31日），人口密度48人/平方公里。